# 모니 모쇼노브

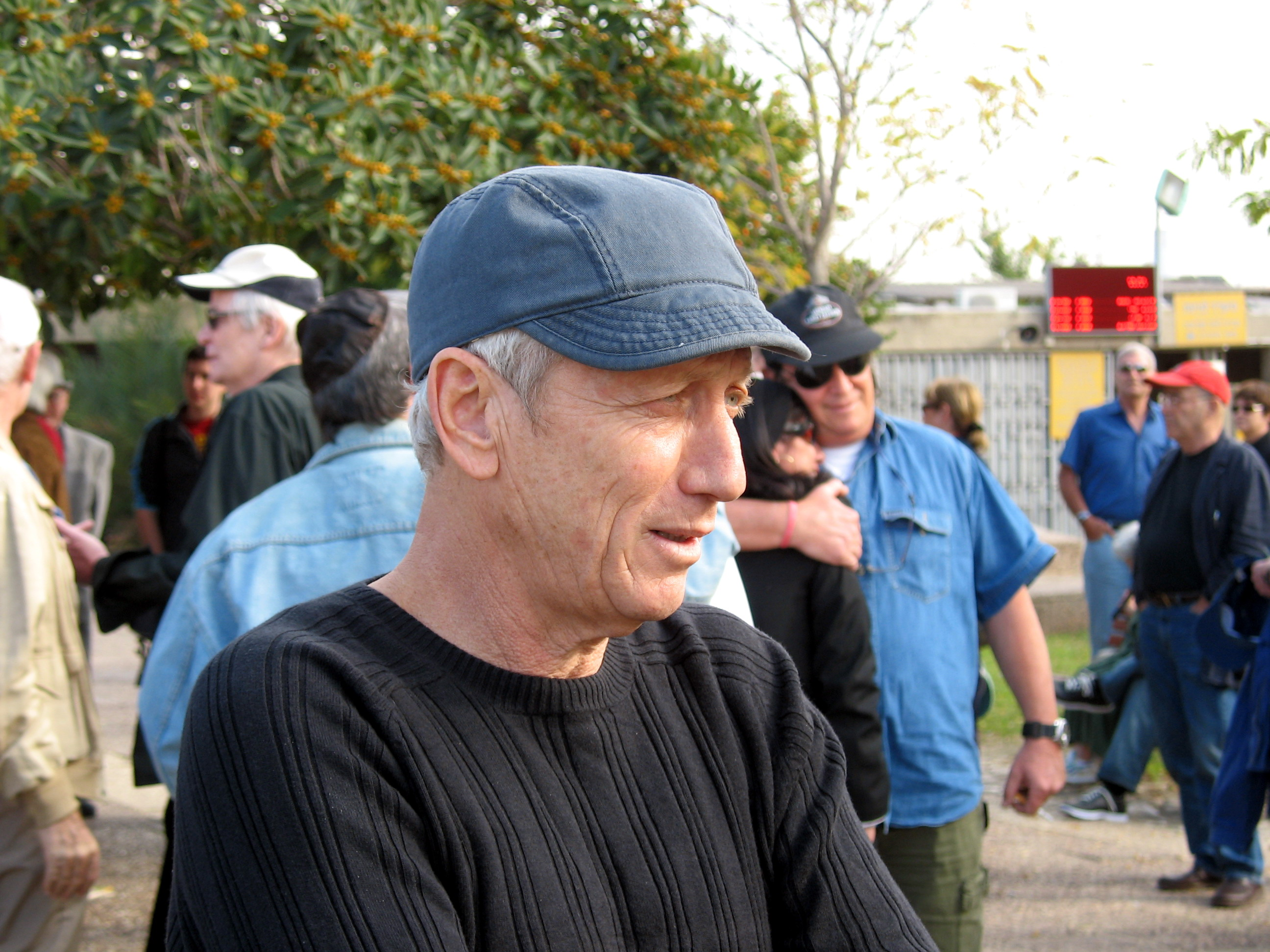

모니 모쇼노브(Moni Moshonov, 1951년 8월 18일 ~ )는 이스라엘의 배우, TV 사회자, 연극 배우, 텔레비전 배우이다.
라믈라에서 태어났으며, 불가리아계 유대인 이민자 집안 출신이다.

## 영화
- 사랑과 어둠의 이야기 (2015년) - 늙은 아모스 목소리 역
- 불가리안 랩소디 (2014년)
- 은행털이 할배와 나 (2013년) - 닉 역
- 어 스트레인지 코스 오브 이벤츠 (2013년)
- 나의 첫번째 장례식 (2013년) - Mr. 코로코우스키 역
- 고딘 셀 (2012년)
- 자파 (2009년)
- 투 러버스 (2008년) - 루벤 크라디터 역
- 위 오운 더 나잇 (2007년)
- 포기브니스 (2006년)
- 기프트 프럼 어버브 (2003년)
- 케드마 (2002년)
- 늦은 결혼 (2001년)